# Critérium jurassien
Le Critérium jurassien est un rallye automobile comptant pour le championnat de Suisse des rallyes depuis 1978. Le centre du rallye se tient dans le canton du Jura en Suisse, soit à Delémont, soit à Saignelégier.

## Historique
Le Critérium jurassien est créé en 1978 par l'écurie des Ordons. L'épreuve est directement intégrée au championnat de Suisse des rallyes.
Le centre du rallye se tient en alternance entre Delémont et Saignelégier. Initialement placé à Delémont, il se tient ensuite à Saignelégier de 2000 à 2008, puis à nouveau à Delémont à partir de 2009. Pour la 40e édition, le rallye retourne à Saignelégier.
L'édition 2004 est écourtée en raison du décès du pilote Sébastien Bühlmann lors d'une violente sortie de route.
L'édition 2020 est annulée en raison de la pandémie de Covid-19, tout comme l'édition 2021.

## Palmarès
| Édition | Vainqueur                                          | Copilote                                           | Voiture                                            |
| ------- | -------------------------------------------------- | -------------------------------------------------- | -------------------------------------------------- |
| 1978    | Philippe Carron                                    | Daniel Siggen                                      | Fiat 131 Abarth                                    |
| 1979    | Claude Haldi                                       | Bernard Sandoz                                     | Porsche 911 Turbo                                  |
| 1980    | Bernard Chenevière                                 | Georges Morand                                     | Porsche 911 Turbo                                  |
| 1981    | Bernard Chenevière                                 | Kurt Oberli                                        | Porsche 911 Turbo                                  |
| 1982    | Jean-Pierre Balmer                                 | Fabio Cavalli                                      | Opel Ascona 400                                    |
| 1983    | Jean-Marie Carron                                  | Philippe Eckert                                    | Porsche 911 Turbo                                  |
| 1984    | Jean-Pierre Balmer                                 | Denis Indermühle                                   | Opel Manta 400                                     |
| 1985    | Jean-Marie Carron                                  | Laurent Lattion                                    | Audi Quattro                                       |
| 1986    | Jean-Pierre Balmer                                 | Denis Indermühle                                   | Lancia Rally 037                                   |
| 1987    | Éric Ferreux                                       | Serge Audemars                                     | Renault 11 Turbo                                   |
| 1988    | Christian Jaquillard                               | Christiane Jaquillard                              | Ford Sierra RS Cosworth                            |
| 1989    | Erwin Keller                                       | Ronny Hofmann                                      | Lancia Delta Integrale                             |
| 1990    | Olivier Burri                                      | Christophe Hofmann                                 | Ford Sierra RS Cosworth                            |
| 1991    | Erwin Keller                                       | Ronny Hofmann                                      | Mitsubishi Galant VR-4                             |
| 1992    | Erwin Keller                                       | Ronny Hofmann                                      | Mitsubishi Galant VR-4                             |
| 1993    | Olivier Burri                                      | Christophe Hofmann                                 | Ford Sierra RS Cosworth 4x4                        |
| 1994    | Philippe Dubler                                    | Dolores Antonino                                   | Lancia Delta HF Integrale                          |
| 1995    | Olivier Burri                                      | Christophe Hofmann                                 | Ford Escort RS Cosworth                            |
| 1996    | Olivier Burri                                      | Christophe Hofmann                                 | Subaru Impreza 555                                 |
| 1997    | Bernard Munster                                    | Jean-Franois Elst                                  | Renault Maxi Mégane                                |
| 1998    | Cyril Henny                                        | Aurore Brand                                       | Peugeot 306 Maxi                                   |
| 1999    | Grégoire Hotz                                      | Etienne Calamé                                     | Renault Maxi Mégane                                |
| 2000    | Cyril Henny                                        | Aurore Brand                                       | Peugeot 306 Maxi                                   |
| 2001    | Christian Jaquillard                               | Christiane Jaquillard                              | Subaru Impreza S4 WRC                              |
| 2002    | Olivier Burri                                      | Jean-Philippe Patthey                              | Toyota Corolla WRC                                 |
| 2003    | Nicolas Althaus                                    | Jean-Paul Charpilloz                               | Ford Escort WRC                                    |
| 2004    | Daniel Sieber                                      | Michael Fitze                                      | Peugeot 206 S1600                                  |
| 2005    | Olivier Gillet                                     | Frédéric Helfer                                    | Renault Clio S1600                                 |
| 2006    | Antonio Galli                                      | Giusva Pagani                                      | Citroën C2 S1600                                   |
| 2007    | Grégoire Hotz                                      | Pietro Ravasi                                      | Renault Clio S1600                                 |
| 2008    | Grégoire Hotz                                      | Pietro Ravasi                                      | Peugeot 207 S2000                                  |
| 2009    | Florian Gonon                                      | Sandra Arlettaz                                    | Subaru Impreza WRX STI                             |
| 2010    | Grégoire Hotz                                      | Pietro Ravasi                                      | Peugeot 207 S2000                                  |
| 2011    | Nicolas Althaus                                    | Alain Ioset                                        | Peugeot 207 S2000                                  |
| 2012    | Nicolas Althaus                                    | Alain Ioset                                        | Peugeot 207 S2000                                  |
| 2013    | Olivier Burri                                      | André Saucy                                        | Ford Fiesta RS WRC                                 |
| 2014    | Sébastien Carron                                   | Lucien Revaz                                       | Peugeot 207 S2000                                  |
| 2015    | Grégoire Hotz                                      | Pietro Ravasi                                      | Peugeot 207 S2000                                  |
| 2016    | Sébastien Carron                                   | Lucien Revaz                                       | Ford Fiesta R5                                     |
| 2017    | Sébastien Carron                                   | Jérôme Degout                                      | Ford Fiesta R5                                     |
| 2018    | Michaël Burri                                      | Anderson Levratti                                  | Škoda Fabia R5                                     |
| 2019    | Ivan Ballinari                                     | Guisva Pagani                                      | Škoda Fabia R5                                     |
| 2020    | Rallye annulé en raison de la pandémie de Covid-19 | Rallye annulé en raison de la pandémie de Covid-19 | Rallye annulé en raison de la pandémie de Covid-19 |
| 2021    | Rallye annulé en raison de la pandémie de Covid-19 | Rallye annulé en raison de la pandémie de Covid-19 | Rallye annulé en raison de la pandémie de Covid-19 |
| 2022    | Michaël Burri                                      | Anderson Levratti                                  | Volkswagen Polo GTI Rally2                         |
| 2023    | Jonathan Hirschi                                   | Sarah Lattion                                      | Citroën C3 Rally2                                  |
| 2024    | Sacha Althaus                                      | Lisiane Zbinden                                    | Škoda Fabia Rally2                                 |
| 2025    | Sacha Althaus                                      | Lisiane Zbinden                                    | Škoda Fabia Rally2                                 |